# Partecipanti alla Coppa Bernocchi 2024
Elenco dei partecipanti alla Coppa Bernocchi 2024.
La Coppa Bernocchi 2024 è stata la centocinquesima edizione della corsa. Alla competizione presero parte 25 squadre: 14 con licenza UCI World Tour 2024, 10 UCI ProTeam e 1 UCI Continental Team.
Partenza con 168 ciclisti accreditati.

## Corridori per squadra
Nota: R ritirato, NP non partito, FT fuori tempo, SQ squalificato
| Team Visma-Lease a Bike | Team Visma-Lease a Bike | Team Visma-Lease a Bike | Alpecin-Deceuninck      | Alpecin-Deceuninck      | Alpecin-Deceuninck      | Arkéa-B&B Hotels              | Arkéa-B&B Hotels              | Arkéa-B&B Hotels              |
| ----------------------- | ----------------------- | ----------------------- | ----------------------- | ----------------------- | ----------------------- | ----------------------------- | ----------------------------- | ----------------------------- |
| N°                      | Ciclista                | Clas.                   | N°                      | Ciclista                | Clas.                   | N°                            | Ciclista                      | Clas.                         |
| 2                       | Steven Kruijswijk       | 57°                     | 11                      | Kaden Groves            | R                       | 21                            | Vincenzo Albanese             | R                             |
| 3                       | Bart Lemmen             | 5°                      | 12                      | Stan Van Tricht         | 1°                      | 22                            | Louis Barré                   | R                             |
| 4                       | J. Staune-Mittet        | 59°                     | 13                      | Axel Laurance           | 67°                     | 23                            | C. Champoussin                | R                             |
| 5                       | Milan Vader             | 36°                     | 14                      | F. Van Den Bossche      | 12°                     | 24                            | Ewen Costiou                  | R                             |
| 6                       | Tijmen Graat            | 44°                     | 15                      | Tobias Bayer            | 79°                     | 25                            | Kévin Vauquelin               | R                             |
| 7                       | Menno Huising           | 21°                     | 16                      | Louis Kitzki            | 98°                     | 26                            | Jenthe Biermans               | 85°                           |
|                         |                         |                         | 17                      | Henri Uhlig             | R                       | 27                            | Simon Guglielmi               | 28°                           |
| Astana Qazaqstan Team   | Astana Qazaqstan Team   | Astana Qazaqstan Team   | Cofidis                 | Cofidis                 | Cofidis                 | Decathlon AG2R La Mondiale    | Decathlon AG2R La Mondiale    | Decathlon AG2R La Mondiale    |
| N°                      | Ciclista                | Clas.                   | N°                      | Ciclista                | Clas.                   | N°                            | Ciclista                      | Clas.                         |
| 31                      | Davide Ballerini        | 16°                     | 41                      | Stefano Oldani          | R                       | 51                            | Alex Baudin                   | 2°                            |
| 32                      | Samuele Battistella     | R                       | 42                      | Ion Izagirre            | 23°                     | 52                            | Clément Berthet               | 25°                           |
| 33                      | Alberto Bettiol         | R                       | 43                      | Anthony Perez           | 64°                     | 53                            | Dorian Godon                  | 8°                            |
| 34                      | Gianmarco Garofoli      | 47°                     | 44                      | Hugo Toumire            | R                       | 54                            | Paul Lapeira                  | R                             |
| 35                      | Christian Scaroni       | 61°                     | 45                      | Harrison Wood           | 49°                     | 55                            | Nicolas Prodhomme             | 48°                           |
| 36                      | Henok Mulubrhan         | 100°                    | 46                      | Axel Zingle             | 17°                     | 56                            | Bastien Tronchon              | 55°                           |
| 37                      | Aleksej Lucenko         | R                       | 47                      | Benjamin Thomas         | R                       | 57                            | Andrea Vendrame               | 15°                           |
| EF Education-EasyPost   | EF Education-EasyPost   | EF Education-EasyPost   | Intermarché-Wanty       | Intermarché-Wanty       | Intermarché-Wanty       | Lidl-Trek                     | Lidl-Trek                     | Lidl-Trek                     |
| N°                      | Ciclista                | Clas.                   | N°                      | Ciclista                | Clas.                   | N°                            | Ciclista                      | Clas.                         |
| 61                      | Mikkel Honoré           | 33°                     | 71                      | Vito Braet              | 14°                     | 81                            | Toms Skujiņš                  | 22°                           |
| 62                      | Edvin Lovidius          | 113°                    | 72                      | Francesco Busatto       | 9°                      | 82                            | Juan Pedro López              | R                             |
| 63                      | Darren Rafferty         | 45°                     | 73                      | Lilian Calmejane        | R                       | 83                            | Dario Cataldo                 | R                             |
| 64                      | Rui Costa               | R                       | 74                      | Alexy Faure Prost       | R                       | 84                            | Simone Consonni               | 96°                           |
| 65                      | Neilson Powless         | 4°                      | 75                      | Simone Gualdi           | 51°                     | 85                            | Jacopo Mosca                  | 50°                           |
| 66                      | James Shaw              | 115°                    | 76                      | Rune Herregodts         | 32°                     | 86                            | Fabio Felline                 | R                             |
| 67                      | Marijn van den Berg     | 10°                     | 77                      | Simone Petilli          | 111°                    | 87                            | Natnael Tesfatsion            | 37°                           |
| Movistar Team           | Movistar Team           | Movistar Team           | Red Bull-Bora-Hansgrohe | Red Bull-Bora-Hansgrohe | Red Bull-Bora-Hansgrohe | Soudal Quick-Step             | Soudal Quick-Step             | Soudal Quick-Step             |
| N°                      | Ciclista                | Clas.                   | N°                      | Ciclista                | Clas.                   | N°                            | Ciclista                      | Clas.                         |
| 91                      | Alex Aranburu           | 52°                     | 101                     | Primož Roglič           | R                       | 111                           | Remco Evenepoel               | 53°                           |
| 92                      | Jon Barrenetxea         | 92°                     | 102                     | Matteo Sobrero          | R                       | 112                           | Antoine Huby                  | R                             |
| 93                      | Iván García Cortina     | R                       | 103                     | Bob Jungels             | R                       | 113                           | Mattia Cattaneo               | 56°                           |
| 94                      | Manlio Moro             | 94°                     | 104                     | Roger Adrià             | 3°                      | 114                           | Fausto Masnada                | 54°                           |
| 95                      | Lorenzo Milesi          | R                       | 105                     | Emil Herzog             | 26°                     | 115                           | A. Raccagni Noviero           | 82°                           |
| 96                      | Oier Lazkano            | R                       | 106                     | Giovanni Aleotti        | 58°                     | 116                           | Pepijn Reinderink             | 24°                           |
| 97                      | Gonzalo Serrano         | 29°                     | 107                     | Sergio Higuita          | 13°                     | 117                           | Mauri Vansevenant             | 62°                           |
| Team Jayco AlUla        | Team Jayco AlUla        | Team Jayco AlUla        | UAE Team Emirates       | UAE Team Emirates       | UAE Team Emirates       | Bingoal WB                    | Bingoal WB                    | Bingoal WB                    |
| N°                      | Ciclista                | Clas.                   | N°                      | Ciclista                | Clas.                   | N°                            | Ciclista                      | Clas.                         |
| 121                     | Felix Engelhardt        | 77°                     | 131                     | Filippo Baroncini       | 97°                     | 141                           | Davide Persico                | 81°                           |
| 122                     | Alessandro De Marchi    | 116°                    | 132                     | Sjoerd Bax              | R                       | 142                           | Louka Matthys                 | 90°                           |
| 124                     | Chris Juul Jensen       | 108°                    | 133                     | Jan Christen            | 34°                     | 143                           | Dimitri Peyskens              | R                             |
| 125                     | Alastair MacKellar      | 73°                     | 134                     | Pavel Sivakov           | 6°                      | 144                           | Lennert Teugels               | 105°                          |
| 126                     | Michael Matthews        | 65°                     | 135                     | Finn Fisher-Black       | 60°                     | 145                           | Marco Tizza                   | 42°                           |
| 127                     | Jan Maas                | 78°                     | 136                     | Marc Hirschi            | 46°                     | 146                           | Giacomo Villa                 | R                             |
|                         |                         |                         | 137                     | Tim Wellens             | R                       |                               |                               |                               |
| Corratec Vini Fantini   | Corratec Vini Fantini   | Corratec Vini Fantini   | Euskaltel-Euskadi       | Euskaltel-Euskadi       | Euskaltel-Euskadi       | Israel-Premier Tech           | Israel-Premier Tech           | Israel-Premier Tech           |
| N°                      | Ciclista                | Clas.                   | N°                      | Ciclista                | Clas.                   | N°                            | Ciclista                      | Clas.                         |
| 151                     | Kyrylo Carenko          | R                       | 161                     | Gotzon Martín           | 27°                     | 171                           | Joseph Blackmore              | 35°                           |
| 152                     | Davide Baldaccini       | R                       | 162                     | Txomin Juaristi         | 41°                     | 172                           | Simon Clarke                  | R                             |
| 153                     | Kristian Sbaragli       | R                       | 163                     | Xabier Berasategi       | R                       | 174                           | Riley Pickrell                | 88°                           |
| 154                     | Alessandro Monaco       | R                       | 164                     | Xabier Isasa            | 71°                     | 175                           | Brady Gilmore                 | 63°                           |
| 155                     | Marco Murgano           | R                       | 165                     | Iker Mintegi            | 30°                     | 176                           | Nick Schultz                  | R                             |
| 156                     | Mark Stewart            | 66°                     | 166                     | Unai Cuadrado           | 84°                     | 177                           | Corbin Strong                 | 19°                           |
| 157                     | Roberto González        | 95°                     | 167                     | Ander Ganzabal          | 86°                     |                               |                               |                               |
| Lotto Dstny             | Lotto Dstny             | Lotto Dstny             | Q36.5 Pro Cycling Team  | Q36.5 Pro Cycling Team  | Q36.5 Pro Cycling Team  | Team Polti Kometa             | Team Polti Kometa             | Team Polti Kometa             |
| N°                      | Ciclista                | Clas.                   | N°                      | Ciclista                | Clas.                   | N°                            | Ciclista                      | Clas.                         |
| 181                     | Johannes Adamietz       | 43°                     | 191                     | Gianluca Brambilla      | 89°                     | 201                           | Javier Serrano                | R                             |
| 182                     | Jasper De Buyst         | R                       | 192                     | Marcel Camprubi         | 20°                     | 202                           | Mirco Maestri                 | 11°                           |
| 183                     | Sylvain Moniquet        | 76°                     | 193                     | Filippo Conca           | 91°                     | 203                           | Davide Bais                   | R                             |
| 184                     | Jonas Gregaard          | 113°                    | 194                     | Walter Calzoni          | 38°                     | 204                           | Davide De Cassan              | 109°                          |
| 186                     | Alec Segaert            | 81°                     | 195                     | Carl Fredrik Hagen      | 40°                     | 205                           | Aidan Buttigieg               | R                             |
| 187                     | Harm Vanhoucke          | 108°                    | 196                     | Nicolò Parisini         | 75°                     | 206                           | Erik Fetter                   | 39°                           |
|                         |                         |                         | 197                     | Travis Stedman          | 93°                     | 207                           | Jhonatan Restrepo             | 83°                           |
| TotalEnergies           | TotalEnergies           | TotalEnergies           | Tudor Pro Cycling Team  | Tudor Pro Cycling Team  | Tudor Pro Cycling Team  | VF Group-Bardiani CSF-Faizanè | VF Group-Bardiani CSF-Faizanè | VF Group-Bardiani CSF-Faizanè |
| N°                      | Ciclista                | Clas.                   | N°                      | Ciclista                | Clas.                   | N°                            | Ciclista                      | Clas.                         |
| 211                     | Mathieu Burgaudeau      | 18°R                    | 221                     | Hannes Wilksch          | R                       | 231                           | Luca Colnaghi                 | 110°                          |
| 212                     | Sandy Dujardin          | 68°                     | 223                     | Robin Donzé             | 103°                    | 232                           | Alessandro Pinarello          | 7°                            |
| 213                     | Valentin Ferron         | R                       | 225                     | Florian Stork           | 31°                     | 233                           | Filippo Fiorelli              | 104°                          |
| 214                     | Fabien Grellier         | R                       | 226                     | Roland Thalmann         | 99°                     | 234                           | Filippo Magli                 | 72°                           |
| 215                     | Alan Jousseaume         | R                       | 227                     | Arnaud Tendon           | 69°                     | 235                           | Matteo Scalco                 | 101°                          |
| 216                     | Pierre Latour           | 114°                    |                         |                         |                         | 236                           | Alessandro Tonelli            | 106°                          |
| 217                     | Clément Sanchez         | 70°                     | 237                     | Enrico Zanoncello       | 87°                     |                               |                               |                               |
| Biesse-Carrera          |                         |                         |                         |                         |                         |                               |                               |                               |
| N°                      | Ciclista                | Clas.                   |                         |                         |                         |                               |                               |                               |
| 241                     | Andrea D'Amato          | R                       |                         |                         |                         |                               |                               |                               |
| 242                     | Nicolò Arrighetti       | 74°                     |                         |                         |                         |                               |                               |                               |
| 243                     | Davide Donati           | R                       |                         |                         |                         |                               |                               |                               |
| 244                     | Lorenzo Galimberti      | R                       |                         |                         |                         |                               |                               |                               |
| 245                     | Andrea Montoli          | 102°                    |                         |                         |                         |                               |                               |                               |
| 246                     | Luca Maggia             | R                       |                         |                         |                         |                               |                               |                               |
| 247                     | Gustav Lorenzen         | R                       |                         |                         |                         |                               |                               |                               |